# レイ・ダリオ
レイ・ダリオ（Ray Dalio、1949年8月8日 - ）はアメリカ合衆国の投資家・ヘッジファンドマネージャーである。
1971年にヘッジファンドのブリッジウォーター・アソシエイツをニューヨークで創業し、2013年には世界最大のヘッジファンドとなった。同ヘッジファンドは2021年現在で1000億ドル以上の運用資産を有する。
リスクパリティ・為替オーバーレイ・ポータブルアルファ・グローバルインフレ連動債運用など、資産運用における革新的手法の提唱者である。
ダリオはジャズミュージシャンの子としてニューヨークに生まれ、ロングアイランド大学のC.W.ポストカレッジを卒業し、1973年にハーバード・ビジネス・スクールでMBAを取得した。

2017年に出版した書籍『PRINCIPLES(プリンシプルズ) 人生と仕事の原則』（英題"Principles: Life and Work"）は、ニューヨーク・タイムズのベストセラーリストに取り上げられた。

## 来歴

### 若年期
ダリオは、ジャズミュージシャンのマリノ・ダリオ（1911-2002）と専業主婦のアン・ダリオの一人息子として、ニューヨーク州クイーンズ区のジャクソン・ハイツ近郊の中流家庭で生まれた。

幼少期から芝刈り・雪かき・新聞配達といった仕事を経験し、12歳で徒歩圏内のゴルフ場でキャディの仕事を始めた。キャディの顧客であったジョージ・リーブは、ダリオをパーク・アベニューの自宅へディナーと集会に招いた。リーブの子は、自身がトレーダーを務めるウォール街のトレーディングファームでの仕事をダリオに与えた。ダリオはキャディーで稼いだお金で株式投資を始めた。ノースイースト・エアライン社の株式を300ドルで購入し、破綻寸前だった同社が他社に買収されるに伴って資金を三倍にした。
高校へ入学する頃には、数千ドル規模のポートフォリオを保有していた。

### 高校・大学時代
ダリオの高校時代の成績はまずまずだった。暗記を嫌い、学校で習うことに興味や意義を感じなかったためである。
それゆえ大学選びに苦労したものの、ロングアイランド大学のC.W.ポストカレッジに入学した。

大学では関心のあることを学べること、現在も続ける瞑想によって明晰に創造性を発揮できるようになったことで、ほぼオールAに相当する優秀な学業成績を収めるようになる。
大学入学後も株式のトレードを続けていたが、クラスメイトのベトナム帰還兵から教わった商品先物取引にも惹かれるようになった。
当時は商品先物取引に要する証拠金が安かったため、レバレッジをかけて株式よりも華麗に儲けられると考えたためである。

### 大学院時代
ロングアイランド大学を卒業した後はハーバード・ビジネス・スクールに進学した。
ロングアイランド大学卒業後に自由時間ができたダリオは、ニューヨーク証券取引所で仕事を得た。その間にニクソン・ショックを経験している。

翌年の夏、ハーバード・ビジネス・スクール一年生のダリオとその友人は、のちにブリッジウォーター・アソシエイツとなる、商品取引を担う小さな会社を起業した。
当時の彼らは経験に欠けていたため、利益はわずかだった。

商品取引の経験は大いに役に立つことになる。のちにインフレ抑制のための利上げにより株価が下落したことで、ウォール街の投資家たちはインフレヘッジにもなる商品の取引に目を向けたためである。

### プロフェッショナルとして踏み出す
ハーバード・ビジネス・スクールを卒業後、ダリオはメリルリンチのインターンとして商品先物関連業務に従事し、ドミニク＆ドミニクの商品部門ディレクターを経て、後にシティグループを立ち上げたことで有名なサンフォード・ワイルが経営するシェアソンで商品先物および金融先物のヘッジ業務を担当した。
このころ、スペイン出身の女性と結婚している。
シェアソンでは、牧場主や穀物生産者などの農家に対して、主に先物を使ったリスクヘッジの方法を提案することを仕事としていた。
しかし、ダリオは初等教育を思わせるシェアソンの階層構造に馴染むことができなかった。

1971年の大晦日、上司や同僚と飲みに行った際、酔っ払ったダリオは意見の合わない上司の顔を殴ってしまった。
ダリオはすぐに解雇されてしまったものの、当時関わっていた顧客やブローカーの信頼を有しており、引き続き彼のアドバイスを受けたいと申し出たことから、ブリッジウォーター・アソシエイツを設立することになる。

## ブリッジウォーター・アソシエイツについて

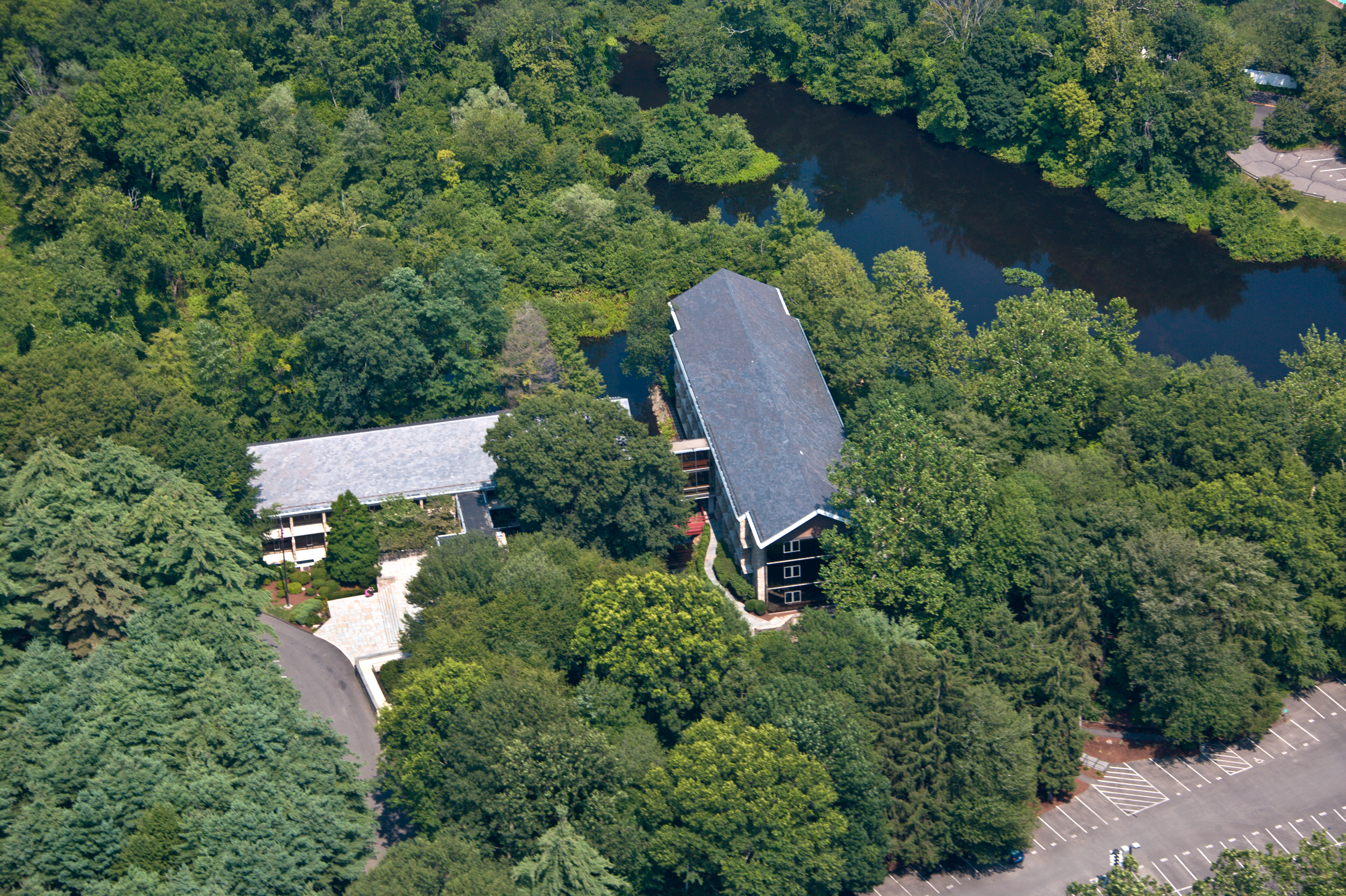
コネチカット州ウェストポートにあるブリッジウォーター・アソシエイツの企業キャンパスの空撮。

ブリッジウォーター・アソシエイツは、1975年にレイ・ダリオによって設立されたアメリカ合衆国のヘッジファンドである。
インフレーション・為替・国内総生産などの経済動向に基づくグローバル・マクロ運用を専門とし、ピュアアルファ、オールウェザー
、ピュアアルファ・メジャーマーケットの三つのファンドを提供する。また、"Daily Observations"として発行するホワイトペーパーは世界中の投資家に購読されている。

1996年にはリスクパリティを提唱した。
1981年に本社をニューヨークからコネチカット州ウェストポートに移転し、現在1000人以上の従業員を擁する。
2021年3月時点での運用資産は約1,400億ドルである。
2013年には世界最大のヘッジファンドとなったことから、レイ・ダリオはヘッジファンド界の帝王とも呼ばれている（要出典）。

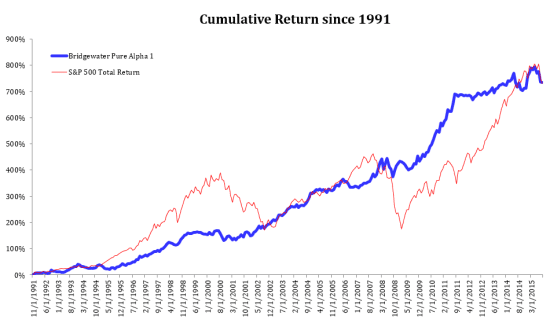
ブリッジウォーター・アソシエイツ Pure Alpha I 株式市場戦略のリターンとS&P500の比較。

運用スタイルは「最小リスクで最大の利回りを目指す」というもので、2008年のリーマンショックの際もプラスの運用成績で乗り切っている（要出典）。
その運用の安全性から、CalPERSなどの大手基金からも資金を集めている。
ブリッジ・ウォーターの運用スタイルは市場全体の動きとは乖離したプラスのリターンをあげるアルファ戦略をとっており、市場平均に対してより多くのリターンを稼ぎ出さなければヘッジファンドを活用するメリットはないと断言している（要出典）。
近年は好景気だった2015年から2017年に合計13%となっており、市場平均をアンダーパフォームしている。
どのような市況環境であっても安定的な成績をだすオール・ウェザー型のポートフォリオを組成しており、リーマンショック等の不況時に底固さをみせる。

### ピュアアルファ
ブリッジウォーター・アソシエイツは、1989年に旗艦ファンドであるピュアアルファを設立した。
当該ファンドは、多様なアセットクラスから構成される「分散したアルファ源」とされる。
2019年までの20年間で年次損失を出したのはわずか三年であり、年率平均リターンは12%であった。

### オールウェザー
1966年に開始したオールウェザーは、低い成果報酬・グローバルインフレ連動債運用・グローバル債券投資を売りにする。
当該ファンドの目的は市場平均を上回る高いリスク調整後リターンを生み出すことである。

## 主張

### 経済感覚
ダリオは経済に対して、大要以下の通りの考えを抱いている。
1. 経済はシンプルな活動の集積である。
2. 人、会社、政府機関の信用による借金が経済を拡大させる。
3. ただし、信用による支出が拡大し過ぎるとバブルが発生し、金融危機を招く。

このような、経済感覚の影響もあり、ダリオが率いるブリッジウォーター・アソシエーツは投資対象の54％をVWO、EEMという、新興国株式を網羅する2つのETFだけにしぼるという「新興国」に強気なポートフォリオを構築している。また、ブリッジウォーター・アソシエーツは、国別株式として、ブラジル株式ETF、韓国株式ETFを組み入れており、これらETFの合計はポートフォリオ全体の84％に達している。

### ポピュリズム
2017年3月、ダリオはポピュリズムについて81頁にわたるレポートを取りまとめた。その中で、ダリオはイギリス、アメリカ、イタリア、フィリピンなどのポピュリズムが台頭している国では、少なくとも2018年3月頃までは経済に対して金融・財政政策よりも、ポピュリズムの動きが強い影響力を持つとの見方を示した。加えて、同レポートでは、アドルフ・ヒトラーなど、過去に存在した14人のポピュリスト型指導者についての分析も行っている。さらにレポート公表時点でアメリカ合衆国大統領を務めているドナルド・トランプについて「ポピュリストと捉えているが、彼については答えよりも疑問の方が多く、他のケースを基にトランプ氏がより典型的な道をたどるのか、それとも大きくそれるのか分析を進めている」とも述べており、ポピュリズムについてダリオが強い関心を抱いている。また、このレポートの公表に先立って、ダリオはポピュリズム指数（英語: Populism Index）を開発するなどしている。

### 註釈
1. ↑  VWO、EEMが投資対象とする国々は、ほぼ同じであり、両者の異なる点は、次のとおりである[19]。VWOのほうは連動を目指す「FTSEエマージング・マーケッツ・オールキャップ（含む中国A株）インデックス」の投資対象には、中国A株を投資対象に組み入れているのに対し韓国市場は組み入れていない[19]。他方、EEMの投資対象には韓国市場を組み入れられていない一方、中国A株を含まない[19]。
2. ↑  その理由として、ダリオは「経済情勢を形作る上でのポピュリズムの役割は、伝統的な金融・財政政策よりも恐らく強いとわれわれは考えている」としたうえで、「現在政権を握るポピュリストらがどの程度典型的なポピュリストになるのかを示唆し、また今後の選挙であとどれだけのポピュリストが政権入りするかが決まる中で、今後1年程度でさらに多くの事が分かるだろう」とレポートに記載している[1][20]。